# Letopisy Narnie: Princ Kaspian (videohra)
Letopisy Narnie 2: Princ Kaspian je RPG adventura podle filmu Letopisy Narnie: Princ Kaspian. Hra je rozdělena na tři části:
- Kaspianova část – příběh prince Kaspiana
- Část Pevensiů – příběh čtyř sourozenců
- Mirazova část – příběh krále Miraze

Hra je kooperativní a hráč hraje v jedné epizodě za více postav. Aby se posunul dál, musí někdy chytře změnit postavu (např. změnit se na trpaslíka, protáhnout se škvírou, shodit žebřík, změnit se na člověka a vylézt po žebříku).

## Postavy hry

### Telmarští nepřátelé
- Voják (dá se snadno zabít, má ale štítem se může bránit) – modré nebo zelené kroužkové brnění
- Lukostřelec, kušník (má velké poškození, ale slabou obranu) – obleky
- Obluda (dá se těžko zabít – 3 životy) – černé brnění
- Rytíř (vicebossové) – stříbrné brnění, stříbrné masky
- Miraz (boss) – stříbrné brnění, zlatá maska

### Lidé
- Lucie (vrhá dýky, řeže)
- Zuzana (střílí, seká)
- Petr (seká, hází háky)
- Edmund (seká, svítí baterkou)
- Kaspian (střílí, seká)
- Skřítek (v části s lidmi)

### Narniané
- Faun – Satyr (střílí, seká kopím)
- Tauren (mlátí)
- Kentaur (seká mečem)
- Skřet (řeže šavlí, seká nožem, hází hák, prolézá malými předměty)

Dále jsou ve hře různá zvířata, proti kterým lze bojovat.

## Přednosti hry
Hra má tyto přednosti:[zdroj?]
- můžete hrát až za 20 různých postav, včetně Narnianů (nelidských bytostí)
- kooperativní multiplayer, umožňující dvěma hráčům spolupracovat v rámci jednoho počítače
- nelineární struktura levelů umožňující hráčům objevovat několik „průchodů“ hrou v jakémkoliv pořadí
- kombinace logického myšlení (řešení úkolů a hádanek) a akčního boje